# اسکار رودریگز آرنایز
اسکار رودریگز آرنایز یک بازیکن فوتبال اهل اسپانیا است که در سویا بازی می‌کند.

## عملکرد باشگاهی

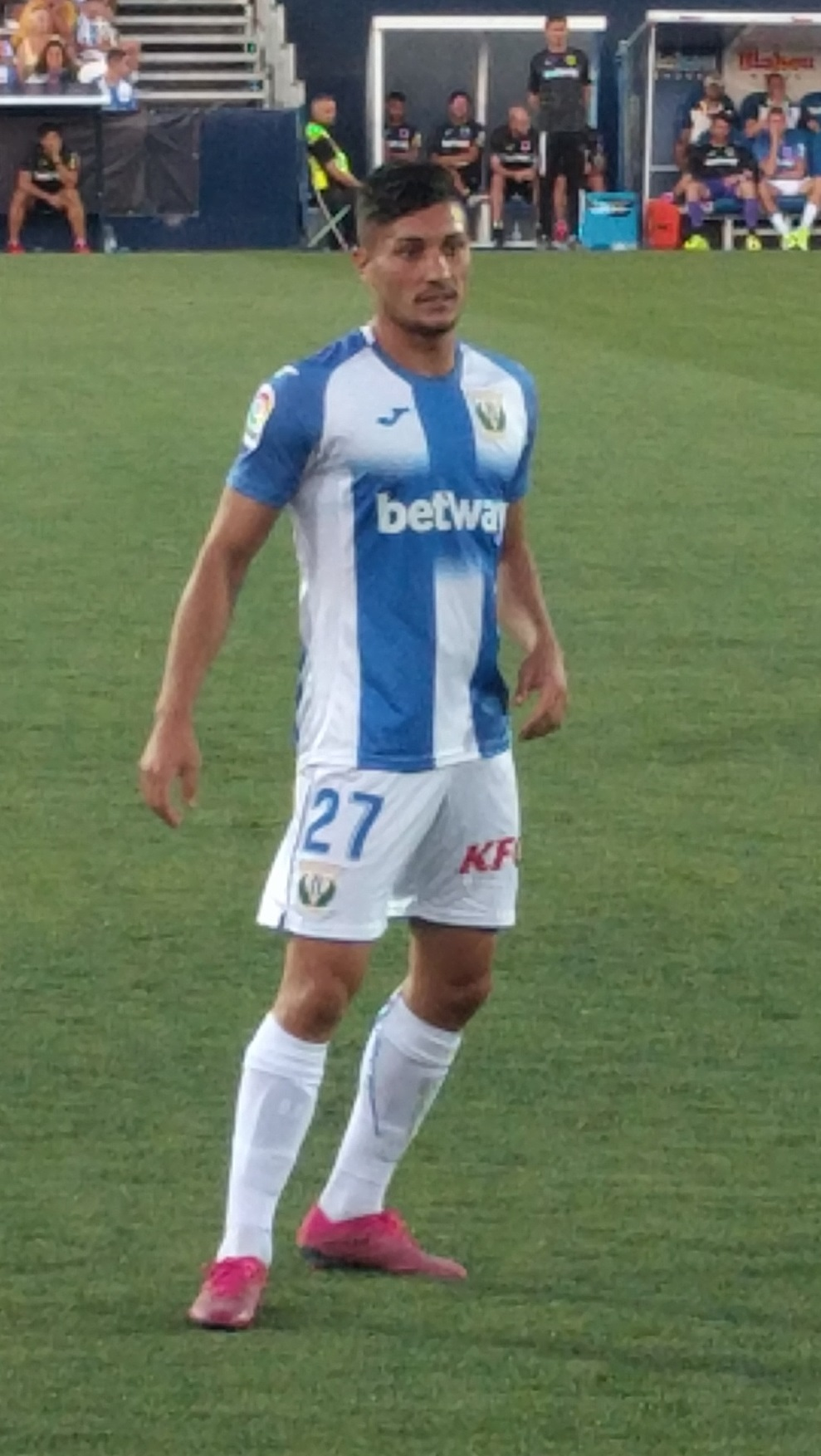
رودریگرز در لگانس

### رئال مادرید
اسکار متولد تالابرا د لا رینا، تولدو، کاستیا-لامانچا است. وی در سال ۲۰۰۹ از لوس ناوال مورالس به جوانان رئال مادرید پیوست. پیش از فصل ۲۰۱۶–۱۷، وی به تیم رئال مادرید کاستیا در سگوندا دیویژن ارتقا یافت. اسکار اولین بازی خود را در تاریخ ۱۹ اوت ۲۰۱۷ انجام داد و در خانه با نتیجه ۱ بر ۲ مقابل رایو ماجاداهوندا بازی کرد. او اولین گل خود را در ۱۱ نوامبر در بازی با نتیجه ۲ بر صفر مقابل کرسدا به ثمر رساند.
اسکار نخستین بازی خود را در تاریخ ۲۸ نوامبر ۲۰۱۷ آغاز کرد و در بازی ۲–۲ مقابل فوئنلا برادا در کوپا دل ری شروع کرد. ۱۲ ژوئیه، پس از شروع کار منظم در کاستیای سانتیاگو سولاری، وی قرارداد خود را تا سال ۲۰۲۳ تمدید کرد.

#### لگانس (قرضی)
در تاریخ ۱۳ اوت ۲۰۱۸، اسکار برای این فصل به لگانس در لالیگا قرض داده شد و به وی شماره ۲۷ پیراهن اعطا شد. او اولین بازی خود را در تاریخ ۱۶ سپتامبر انجام داد و جانشین دیگو رولان در خانه ۰–۰ مقابل ویارئال شد. اسکار نخستین گل خود را در رده بزرگسالان در تاریخ ۲۶ سپتامبر ۲۰۱۸ به ثمر رساند که در پیروزی با نتیجه ۲ بر یک از خانه برابر بارسلونا بود. در تاریخ ۳۱ مه ۲۰۱۹ پس از زدن چهار گل در ۳۰ بازی در لیگ، قرارداد وی برای یک سال دیگر تمدید شد.